# Fujian Tulou
Fujian Tulou är ett världsarv I Kina bestående av tio byar med sammanlagt 46 hus byggda i jord i sydöstra delen av Fujian-provinsen i Kina. Husen är karakteristiska för den typ av befästa byar som hakka-folket traditionellt varit bosatta i.

## Byarna i Fujian Tulou
- Chuxi Tulou
- Hokgkeng Tulou
- Gaobei Tulou
- Yanxiang Lou
- Zhenfu Lou
- Tianloukeng Tulou
- Hekeng Tulou
- Huaiyuan Lou
- Hegui Lou
- Dadi Tulou